# ローズ・グレイ
ローズ・グレイ（Rose Gray, MBE、1939年1月28日 - 2010年2月28日）は、イギリスの女性シェフ、料理書作家であり、1987年にロンドンのイタリア料理店、リバー・カフェ (The River Café) を、ルース・ロジャースとともに創業した共同経営者であった。この店は1998年にミシュランガイドの星を獲得した。またこの店は、ジェイミー・オリヴァーの才能が最初に注目された場所でもあった。グレイは、オリヴァーやヒュー・フィアンリー＝ホイッティングストール (Hugh Fearnley-Whittingstall) をはじめとする世代の有名シェフたちに深い影響を与えており、フィアンリー＝ホイッティングストールは、一緒に働いた誰よりも大きな影響を彼女から受けたと語っている。グレイは一連の料理書を書き、1998年にはチャンネル4で全12回のテレビ番組『The Italian Kitchen』の主役を務めた。

## 生い立ち
グレイは、クレメンシー・アン・ローズマリー・スワン (Clemency Anne Rosemary Swann) としてベッドフォードに生まれたが、彼女が生まれる6か月前に、当時26歳だった父親のクレメント・ネルソン・スワン 空軍大尉 (Flight Lieutenant Clement Nelson Swann) は、生後7か月だったグレイの姉とともに、自宅の火災で命を落としていた。グレイは、スコットランドとサリー州で育った。母親のエリザベス・アン・ローレンス ((Elizabeth) Anne Lawrence)が、ギルフォード近郊に定住していた準男爵サー・ウィリアム・ローレンスの娘だったこともあり、ローズはギルフォード・カレッジ・オブ・アート (the Guildford College of Art) に学び、美術の学士 (BA) を取得した。ローズの料理人としてのキャリアは、ニューヨークのナイトクラブ、ネルズで始まったが、その後、彼女はロンドンに戻った。

## 晩年
2001年、グレイは乳癌を患った。2004年には、「乳癌大使 (Breast Cancer Ambassador)」となり、慈善団体「the Cooks in Schools」の共同創設者のひとりとなった。5年間にわたって、グレイの乳癌は縮小したが、その後再び悪化し、脳への転移が、2009年末から2010年はじめ頃に起こった。2010年2月28日、71歳となっていたグレイは、ロンドンのメリルボーン (Marylebone) にあった自宅で死去した。この時まで、グレイは彼女にとって最後の料理書となった、ルース・ロジャースとの共著『River Café Classic Italian Cookery Book』の執筆にあたっていた。ルース・ロジャースとの共著も含め、グレイの著作は多く、他にも『River Café Cookbook』、『River Café Cookbook Green』、『River Café Pocket Books: Salads and Vegetables』などがある。

## 私生活
グレイは、1961年、ないし、1962年に、マイケル・セルビー・グレイ (Michael Selby Gray) と結婚した。ふたりの間には、息子オシアン (Ossian) と、娘2人ヘスター (Hester) とルーシー (Lucy) が生まれたが、この結婚は離婚に終わった。1973年、グレイは内縁関係にあったデヴィッド・ロビン・マキルワイン (David Robin MacIlwaine) との間に息子ダンテ・マキルワイン・グレイ (Dante MacIlwaine Gray) をもうけ、2004年以降は死去するまでマキルワインと正式に結婚していた。グレイとマキルワインは、一緒にイタリアのトスカーナ州に住んでいた時期があり、そこでローズはイタリア料理への関心を広げた。